# Мучная (приток Залесинки)
Мучная — река в России, находится в Калининградской области. Впадает в Залесинку. Длина реки составляет 26 км.

## Данные водного реестра
По данным государственного водного реестра России относится к Балтийскому бассейновому округу, водохозяйственный участок реки — реки бассейна Балтийского моря в Калининградской области без рек Неман и Преголя. Относится к речному бассейну реки Неман и рекам бассейна Балтийского моря (российская часть в Калининградской области).
Код объекта в государственном водном реестре — 01010000312104300009834.

## Топографическая карта
- Лист карты N-34-43 Полесск. Масштаб: 1 : 100 000. Состояние местности на 1987 год. Издание 1996 г.